# Arroyo Gardens
Arroyo Gardens es un lugar designado por el censo ubicado en el condado de Cameron en el estado estadounidense de Texas. En el Censo de 2010 tenía una población de 456 habitantes y una densidad poblacional de 44,21 personas por km².

## Geografía
Arroyo Gardens se encuentra ubicado en las coordenadas 26°12′22″N 97°30′1″O / 26.20611, -97.50028. Según la Oficina del Censo de los Estados Unidos, Arroyo Gardens tiene una superficie total de 10.31 km², de la cual 10.21 km² corresponden a tierra firme y (1.03%) 0.11 km² es agua.

## Demografía
Según el censo de 2010, había 456 personas residiendo en Arroyo Gardens. La densidad de población era de 44,21 hab./km². De los 456 habitantes, Arroyo Gardens estaba compuesto por el 87.5% blancos, el 0.22% eran afroamericanos, el 0% eran amerindios, el 0% eran asiáticos, el 0% eran isleños del Pacífico, el 12.06% eran de otras razas y el 0.22% pertenecían a dos o más razas. Del total de la población el 94.08% eran hispanos o latinos de cualquier raza.